# Amieira (Portel)
Amieira ist ein Ort und eine ehemalige Gemeinde (Freguesia) im portugiesischen Kreis Portel. Die Gemeinde hatte 364 Einwohner (Stand 30. Juni 2011).
Am 29. September 2013 wurden die Gemeinden Amieira und Alqueva zur neuen Gemeinde União das Freguesias de Amieira e Alqueva zusammengeschlossen. Amieira ist Sitz dieser neu gebildeten Gemeinde.